# Distretto di Oum El Adhaim
Il distretto di Oum El Adhaim è un distretto della provincia di Souk Ahras, in Algeria.

## Comuni
Il distretto comprende 3 comuni:
- Oum El Adhaim
- Terraguelt
- Oued Keberit